# Estádio Francisco Leite Vilela
Estádio Francisco Leite Vilela – stadion piłkarski, w Alfenas, Minas Gerais, Brazylia, na którym swoje mecze rozgrywa klub América Futebol Clube de Alfenas.